# Martine Pouchain
 (mai 2019).
Pour les articles homonymes, voir Pouchain.
Martine Pouchain, née le 4 juin 1963, à Amiens, est une autrice française de romans pour la jeunesse et pour les jeunes adultes.

## Biographie
Née à Amiens d’une famille d’artisans, Martine Pouchain y a effectué sa scolarité. Après avoir exercé différents emplois (caissière, vendeuse, dactylo, brocanteuse, assistante de direction), et suivi une formation à l’écriture de scénario, elle publie son premier roman chez Gallimard en 2000 dans la collection Folio Junior, puis d'autres, principalement chez Gallimard et Flammarion, avant que les Éditions Sarbacane ne lancent la collection « eXprim’ » destinées aux « jeunes adultes » (lecteurs de 15 à 35 ans).
Son roman Sous-sol publié en 2022 évoque le huis clos. Pour l'avis critique de Télérama : « Martine Pouchain excelle à décrire le quotidien de plus en plus âpre du confinement de ces quatre personnes dans le huis clos étriqué de leur sous-sol. [...] Elle sait également, sans effet superflu, dire l’horreur de ce qui se joue, quand le fait divers vient peu à peu contaminer l’ambiance post-apocalyptique du début du roman. Tendu par son économie de mots, sa trajectoire implacable, l’acuité de son regard, la justesse de sa voix, ce court roman, destiné aux grands adolescents, est d’une rare puissance. »
Ses romans sont ensuite publiés aux éditions Thierry Magnier, avec Il était un petit navire en 2022, puis Liverpool-sur-Somme en 2023, l'histoire d'un « ado amputé des deux jambes et orphelin de père. Il raconte son petit monde avec humour et lucidité », selon Télérama.
Dans son œuvre, qui comprend des romans de science fiction et des romans policiers historiques, elle aborde les thèmes de la guerre, des problèmes familiaux, de la solitude ou encore de la cleptomanie.

## Œuvres
- Meurtres à la cathédrale, Gallimard, 2000, 202 p. (ISBN 978-2-07-054334-2) — réédité chez Folio Junior en 2008  (ISBN 978-2-07062-232-0)
- La Fête des fous, Gallimard, 2001, 224 p. (ISBN 978-2-07-054816-3) — réédité chez Folio Junior en 2009  (ISBN 978-2-07062-629-8)
- Le Monstre des marais, Gallimard, 2002, 210 p. (ISBN 978-2-07-053725-9)
- Printemps volé, Pocket jeunesse, 2005, 102 p. (ISBN 978-2-266-14334-9)
- Bagdad 2004, Fernand Nathan, 2005, 123 p. (ISBN 978-2-09-250819-0)
- Aldébaran 33°N 77°E, Paris, Magnard Jeunesse, 2005, 283 p. (ISBN 2-210-98623-0)
- Le Fils du loup bleu, Nathan, 2006, 122 p. (ISBN 978-2-09-250783-4)
- Fugue majeure, Nathan Poche, 2006, 112 p. (ISBN 978-2-09-251162-6) — réédité chez Oskar poche en 2012  (ISBN 978-2-35000-890-5)
- La Couleur du crime, Flammarion, 2006, 138 p. (ISBN 978-2-08-163450-3)
- Chevalier B., Paris, Sarbacane, 2007, 202 p. (ISBN 978-2-84865-165-1 et 2-84865-165-2)[9]
- Les Ostrogoths : roman, Outremont (Québec)/Paris, Les 400 Coups, Connexion, 2007, 254 p. (ISBN 978-2-89540-346-3)
- Amour sorcier, Paris, Flammarion, 2009, 257 p. (ISBN 978-2-08-122096-6)
- Ce que j'aime c'est, Paris, Sarbacane 2010, 2010, 58 p. (ISBN 978-2-84865-396-9) (sous le pseudonyme Marta Thomas)
- Johnny, Paris, Sarbacane, 2010, 60 p. (ISBN 978-2-84865-370-9)
- La Ballade de Sean Hopper, Paris, Sarbacane, 2010, 233 p. (ISBN 978-2-84865-382-2)
- Dans l'enfer de Bagdad, Paris, Oskar, 22 mars 2011, 160 p. (ISBN 978-2-35000-660-4)
- Trois gouttes de sang, Paris, Flammarion Jeune, 20 avril 2011, 158 p. (ISBN 978-2-08-124035-3)
- Sako, Paris, Oskar, 11 mai 2011, 128 p. (ISBN 978-2-35000-715-1) — prix Chronos Suisse 2013[10]
- Prisonniers des Templiers, Paris, Oslo poche, 23 juin 2011, 96 p. (ISBN 978-2-35754-056-9)
- Délinquante, Paris, Sarbacane, 24 août 2011, 64 p. (ISBN 978-2-84865-463-8)
- Un hanneton dans le plafond, Paris, Nathan, 28 août 2008, 112 p. (ISBN 978-2-09-252061-1)
- Traverser la nuit, Paris, Exprim', 27 avril 2012, 217 p. (ISBN 978-2-84865-524-6)
- Sabotage, Paris, Oskar jeunesse, coll. « Court Métrage », 11 juin 2013, 38 p. (ISBN 979-10-214-0092-4)
- Zelda la rouge, Paris, Sarbacane, coll. « Exprim' », 2 octobre 2013, 264 p. (ISBN 978-2-84865-647-2)
- Dylan Dubois, Paris, Sarbacane, 4 novembre 2015, 299 p. (ISBN 978-2-84865-821-6, présentation en ligne)
- Gloria, Paris, Sarbacane, 3 mai 2017, 224 p. (ISBN 978-2-84865-939-8, présentation en ligne)
- Fil de fer, Paris, Flammarion, 2018, 215 p. (ISBN 978-2-08-141320-7, présentation en ligne)
- Sous-sol[6], Sarbacane, 22 février 2022, 160 p.  (ISBN 978-2-37731-721-9)
- Quelle connerie la guerre !, Oskar éditeur, 2022
- Il était un petit navire, Éditions Thierry Magnier, 14 septembre 2022, 76 p.  (ISBN 979-10-352-0570-6)
- Liverpool-sur-Somme[7], Éditions Thierry Magnier, 14 juin 2023, 352 p.  (ISBN 9791035206338)
- La forêt pour te dire, Sarbacane, 2024, 318 p.  (ISBN 979-10-408-0514-4)
- Shift, Éditions Thierry Magnier, 2024, 317 p.  (ISBN 979-10-352-0801-1)

## Prix et distinctions
- Chevalier B. : Prix des lycéens allemands 2009[9].
- La Ballade de Sean Hopper : Prix Sésame 2012[11]
- Sako : Prix Chronos Suisse 2013[10]